# زكريا البري
زكريا البري (10 أبريل 1921 ـ 19 فبراير 1991) هو أستاذ جامعي ووزير الأوقاف المصري سابقًا.

## حياته ونشأته
ولد زكريا أحمد مبروك البري في محافظة البحيرة سنة 1921، تلقي تعليمه بالأزهر الشريف في بداية الكليات الأزهرية، ونال الشهادة العالية من كلية الشريعة بالقاهرة، وحصل علي الماجستير في القضاء الشرعي من كلية الشريعة بالقاهرة، واصل دراساته وحصل علي الدكتوراه في التدريس من كلية اللغة العربية بالقاهرة، واصل الدراسة في معهد الدراسات العربية العليا التابع لجامعة الدول العربية، علي يد على الخفيف الذي رأس قسم الدراسات القانونية والإسلامية فيه، ونال درجة الدبلوم العامة من هذا المعهد، وبهذه الشهادات أصبح البري مؤهلا لوظائف الإفتاء والقضاء والتدريس أيضا.

## مسيرته
- كان البري واحداً من أساتذة الشريعة والقانون البارزين في الحياة الأكاديمية، وتولى هذا المنصب في أهم جامعتين وهما جامعة القاهرة وجامعة الكويت، كما تولى الأستاذية في جامعات أخرى.[3]
- أشرف الدكتور زكريا البري على الدراسات العليا في أقسام الشريعة في جامعات المنصورة، والزقازيق، وفرع جامعة القاهرة في بني سويف، كما أشرف على الدراسات في أكاديمية الشرطة، والمعهد العالي للدراسات الإسلامية.
- مع ازدهار العمل في البنوك الإسلامية اختير البري عضواً في الهيئة العليا والفتوي للرقابة الشرعية للاتحاد الدولي للبنوك الشرعية.

## مناصب
- عين البري في بداية حياته موظفاً بالمحاكم الشرعية، ثم انتقل مدرسا في الجامع الأزهر، وانتدب أمينا للفتوي في مجمع البحوث الإسلامية عند إنشائه، وأمينا لتحرير مجلته.
- مدرسا للشريعة الإسلامية بكلية الحقوق بجامعة القاهرة، وترقي في وظائف هيئة التدريس حتى أصبح أستاذا لكرسي الشريعة الإسلامية بها، ثم رئيسا لقسم الشريعة بجامعة القاهرة.
- اختير وزيرا للأوقاف في وزارة الرئيس السادات الأخيرة سنة مايو 1980، خلفاً عبد المنعم النمر، حتى خلفه جاد الحق علي جاد الحق في يناير 1982.
- عضوا في مجلس الشورى.
- عضوا في مجلس الشعب.
- عضوا في المكتب السياسي للحزب الوطني الديمقراطي عقب تأسيسه على يد الرئيس السادات.
- اختير عضواً في مجمع البحوث الإسلامية.
- عضوا في مجلس جامعة الأزهر.
- رئيسا للمجلس الأعلى للشؤون الإسلامية.

## عمله بالخارج
- اعير إلى جامعة الكويت لمدة أربع سنوات، كما عمل أستاذا زائرا في خمس جامعات أخرى جامعات السوربون، وقطر، والخرطوم، وأم درمان، وصنعاء. وبعد أن أنشئت المجالس القومية المتخصصة في 1974 اختير عضواً في المجلس القومي للخدمات.

## جوائز وأوسمة
نال البري كثيرا من التكريم ومنح وسام العلوم والفنون من الطبقة الأولي.

## مؤلفاته[4]
- أصول الفقه الإسلامي.
- الفقه الإسلامي: أطواره في الماضي والحاضر والمستقبل.
- الوسيط في أحكام التركات.
- المواريث.
- من حقوق الإنسان في الإسلام.
- حقوق الأولاد في الإسلام.

وترجمت بعض منها للغات الأجنبية.

## وفاته
توفي الدكتور زكريا البري عن سبعين عاما سنة 1991.